# نهمین دالایی لاما
لونگتوک جیاتسو (انگلیسی: Lungtok Gyatso; ۱ دسامبر ۱۸۰۵ – ۶ مارس ۱۸۱۵)  نهمین دالایی لاما بود.
وی از سال ۱۸۱۰ تا ۱۸۱۵ به‌عنوان دالایی لاما رهبر بوداییان تبت شناخته می‌شده‌است. 